# Hiromi Abe
Hiromi Abe (japanisch 阿部 寛美 Abe Hiromi; * 2. Mai 2000) ist eine japanische Tennisspielerin.

## Karriere
Abe spielt vor allem auf Turnieren der ITF Women’s World Tennis Tour, bei denen sie bislang vier Einzel- und 21 Doppeltitel gewonnen hat.

## Turniersiege

### Einzel
| Nr. | Datum             | Turnier             | Kategorie | Belag     | Finalgegnerin       | Ergebnis      |
| --- | ----------------- | ------------------- | --------- | --------- | ------------------- | ------------- |
| 1.  | 20. Februar 2022  | Scharm asch-Schaich | ITF W15   | Hartplatz | Elena-Teodora Cadar | 6:2, 6:1      |
| 2.  | 8. September 2024 | Monastir            | ITF W15   | Hartplatz | Eryn Cayetano       | 6:4, 1:6, 6:3 |
| 3.  | 2. Februar 2025   | Monastir            | ITF W15   | Hartplatz | Martha Matoula      | 6:0, 6:0      |
| 4.  | 17. August 2025   | Aldershot           | ITF W35   | Hartplatz | Harmony Tan         | 7:64, 6:2     |

### Doppel
| Nr. | Datum             | Turnier             | Kategorie | Belag     | Partnerin         | Finalgegnerinnen                       | Ergebnis          |
| --- | ----------------- | ------------------- | --------- | --------- | ----------------- | -------------------------------------- | ----------------- |
| 1.  | 26. Februar 2022  | Scharm asch-Schaich | ITF W15   | Hartplatz | Lee Pei-chi       | Elena-Teodora Cadar Wong Hong-yi       | 5:7, 7:5, [10:2]  |
| 2.  | 12. März 2022     | Scharm asch-Schaich | ITF W15   | Hartplatz | Ivana Šebestová   | Silvia Ambrosio Elena-Teodora Cadar    | 6:4, 1:6, [10:4]  |
| 3.  | 7. Oktober 2023   | Makinohara          | ITF W25   | Teppich   | Anri Nagata       | Rina Saigō Yukina Saigō                | 1:6, 7:5, [10:8]  |
| 4.  | 14. Oktober 2023  | Hamamatsu           | ITF W25   | Teppich   | Natsumi Kawaguchi | Haruna Arakawa Aoi Ito                 | 3:6, 6:4, [10:4]  |
| 5.  | 23. Dezember 2023 | Solapur             | ITF W25   | Hartplatz | Saki Imamura      | Funa Kozaki Misaki Matsuda             | 6:3, 6:1          |
| 6.  | 4. Mai 2024       | Monastir            | ITF W15   | Hartplatz | Natsuho Arakawa   | Aixirefu Aitiyaguli Xiao Zhenghua      | 3:6, 7:63, [10:3] |
| 7.  | 18. Mai 2024      | Toyama              | ITF W15   | Hartplatz | Anri Nagata       | Rinko Matsuda Sera Nishimoto           | 6:2, 6:3          |
| 8.  | 25. Mai 2024      | Fukui               | ITF W15   | Hartplatz | Anri Nagata       | Kim Yu-jin Lin Fang-an                 | 6:4, 6:0          |
| 9.  | 1. Juni 2024      | Tokio               | ITF W15   | Hartplatz | Kanako Morisaki   | Yuka Hosoki Fūna Kōzaki                | 6:2, 6:2          |
| 10. | 29. Juni 2024     | Hongkong            | ITF W15   | Hartplatz | Saki Imamura      | Dang Yiming Anastassija Solotarjowa    | 6:4, 6:1          |
| 11. | 3. August 2024    | Monastir            | ITF W15   | Hartplatz | Nanari Katsumi    | Astrid Cirotte Emmanuelle Girard       | 6:0, 6:3          |
| 12. | 10. August 2024   | Monastir            | ITF W15   | Hartplatz | Nanari Katsumi    | Dimitra Pavlou Alica Rusová            | 6:2, 6:4          |
| 13. | 17. August 2024   | Monastir            | ITF W15   | Hartplatz | Haine Ogata       | Leyla Nilüfer Elmas Dimitra Pavlou     | 6:0, 6:4          |
| 14. | 9. November 2024  | Hamamatsu           | ITF W35   | Teppich   | Akiko Ōmae        | Momoko Kobori Ayano Shimizu            | 6:0, 6:0          |
| 15. | 21. Dezember 2024 | Tauranga            | ITF W35   | Hartplatz | Shiho Akita       | Julia Grabher Elyse Tse                | 6:2, 6:2          |
| 16. | 25. Januar 2025   | Monastir            | ITF W15   | Hartplatz | Mayuka Aikawa     | Hayu Kinoshita Xenija Saizewa          | 6:3, 6:0          |
| 17. | 1. Februar 2025   | Monastir            | ITF W15   | Hartplatz | Mayuka Aikawa     | Guo Meiqi Xiao Zhenghua                | 6:3, 6:0          |
| 18. | 22. März 2025     | Solarino            | ITF W35   | Teppich   | Hikaru Satō       | Celia Cerviño Ruiz Lucía Cortez Llorca | 6:2, 6:3          |
| 19. | 17. Mai 2025      | Changwon            | ITF W35   | Hartplatz | Ikumi Yamazaki    | Lee Ya-hsin Wong Hong-yi               | 6:4, 6:2          |
| 20. | 21. Juni 2025     | Tauste              | ITF W35   | Hartplatz | Kanako Morisaki   | Rutuja Bhosale Ankita Raina            | 6:3, 6:2          |
| 21. | 16. August 2025   | Aldershot           | ITF W35   | Hartplatz | Akiko Ōmae        | Esther Adeshina Victoria Allen         | 6:72, 6:3, [10:8] |